# فصيلة الدولع
الدَوْلَع أو الدلاّع أو (فصيلة الدولع) أو (فصيلة الدلاّع) هي فصيلة من الحلزون الكبار لها أغطية عطرية الرائحة تسمى الأظفار وأظفار الطيب وفي السودان الظفر أو ظفر العفريت تتبخر به النساء.